# Dociostaurus cephalotes
Dociostaurus cephalotes är en insektsart som först beskrevs av Boris Petrovich Uvarov 1924.  Dociostaurus cephalotes ingår i släktet Dociostaurus och familjen gräshoppor. Inga underarter finns listade i Catalogue of Life.